# 5098 Tomsolomon
5098 Tomsolomon este un asteroid din centura principală de asteroizi.

## Descriere
5098 Tomsolomon este un asteroid din centura principală de asteroizi. A fost descoperit pe 14 februarie 1985 la Observatorul La Silla de Henri Debehogne. Asteroidul prezintă o orbită caracterizată de o semiaxă mare de 2,57 ua, o excentricitate de 0,07 și o înclinație de 9,6° în raport cu ecliptica.